# Левицький Ярослав
Ярослав Левицький (3 травня 1878, Пістинь — 1961, Суховоля) — український греко-католицький священник, церковний діяч, теолог (доктор богослов'я), католицький публіцист. Декан теологічного відділу Богословської Академії у Львові (ЛБА; 1934–1936, 1938–1944). Професор пасторального богослов'я ЛБА.

## Життєпис
Закінчив Коломийську гімназію (1896), навчався на правничому факультеті Чернівецького університету й богословському факультеті Львівського університету. 1901 рукопокладений на священика. Душпастирював на Тернопільщині та у Чернівцях. 1905–1910 — катехит школи та проповідник у соборі св. Юра, 1910–1930 — катехит і професор Академічної гімназії у Львові.
Під час Першої світової війни заарештований російською окупаційною владою, однак незабаром звільнений. Здобув ступінь доктора богослов'я у Львівському університеті (1917), де у 1921–1924 роках викладав історію Церкви. 1928–1931 — надзвичайний, 1932–1939 і 1941–1944 — звичайний професор пасторального богослов'я, 1938–1939 та 1941–1944 — декан богословського факультету Львівської богословської академії. Член Біблійної секції та видавничої комісії Богословського наукового товариства. Один із перекладачів Біблії та інших церковних текстів українською мовою. Зазнав переслідувань з боку радянських спецслужб. Після Львівського собору 1946 перейшов у православ'я.

## Творчість
Був редактором часописів «Нова Рада» (1919–1920), «Нива», «Основа» та їх видань — бібліотек. Співробітник ряду журналів у Галичині.
Автор праць «Перші українські проповідники і їх твори», «Львівська Духовна Семинарія в літах 1897–1901» (1901), «Історія Христіянської Церкви» (1924), «Пастирське богословіє (Годеґетика)» (1928), «Теорія церковної вимови (Гомілетика)» (1932), а також брошур і статей на суспільно-релігійну, історичну та політичну тематику.
Перекладав українською мовою Новий Завіт та «Єрейський часослов». У 1921 році в місті Жовкві було видано переклад Нового Завіту та П'ятикнижжя священика Ярослава Левицького.
Можливо, публікував деякі твори під псевдонімом Яр. Юлев [Архівовано 22 лютого 2014 у Wayback Machine.]:
- Левицький Я. Ю. Семінарскі спомини: Новелі / Яр. Юлев [псевд.]. — Чернівці: Друк. Т-ва «Руска Рада», 1903. — 68 с.; 8º. — Відб. із газети «Буковина». — 1903.
- Юлька / Яр. Юлев (Я. Ю. Левицький). // Калєндар Українського Народного Союза на рік звичайний 1918. — Jersey City: Коштом Укр. Нар. Союза. Друк. «Свобода», 1917 [Архівовано 26 лютого 2019 у Wayback Machine.]

## Праці
- З днів російської інвазії («Діло». — № 108—125. — 1915).
- Львівська Духовна Семинарія в літах 1897—1901 (1901) [Архівовано 9 червня 2016 у Wayback Machine.]
- Історія Христіянської Церкви (1924) [Архівовано 5 березня 2016 у Wayback Machine.]
- Пастирське богословє (Годеґетика), 1928 [Архівовано 5 березня 2016 у Wayback Machine.]
- Теорія церковної вимови (Гомілетика), 1932 [Архівовано 3 грудня 2013 у Wayback Machine.]
- П'ятикнижжя Мойсея / Переклад св. Письма Старого Завіту з вульгати Я. Л. — Б. м. в., б. р .в. — 628 с.[5]